# Чорний Роман В'ячеславович
Роман Вʼячеславович Чорний (22 червня 1983, Канів, Черкаська область) — український актор кіно та дубляжу. Український голос голлівудських акторів Вілла Сміта, Марка Раффало, Оскара Айзека.

## Життєпис
Народився 22 червня 1983 року у місті Канів Черкаської області.
У 2004 році завершив Київський національний університет театру, кіно і телебачення імені Івана Карпенка-Карого, майстерню Бориса Петровича Ставицького та Тараса Володимировича Денисенка.
З 2006 року дублює та озвучує фільми, серіали, мультфільми та ігри українською та російською мовами. Працює зі студіями дубляжу «Le Doyen», «Постмодерн»‚ «1+1» тощо. Крім персонажів Вілла Сміта, Марка Раффало та Оскара Айзека, він також дублював героїв Джейсона Кларка, Вінса Вона, Сета Роґена, Майкла Пенья, Браяна Тайрі Генрі, Кріса Еванса, Джеремі Реннера, Джейсона Стейтема, Омарі Гардвіка та Педро Паскаля.

## Фільмографія

### Актор дубляжу
| Рік       | Назва                                                | Роль                                                                       |
| --------- | ---------------------------------------------------- | -------------------------------------------------------------------------- |
| 2006      | «Тачки»                                              | Джей Лімо                                                                  |
| 2006      | «Пірати Карибського моря: Скриня мерця»              | О’Ґілві, Коленіко                                                          |
| 2007      | «Пірати Карибського Моря: На краю світу»             | Капітан Жокар і Пусан                                                      |
| 2008      | «Панда Кунґ-Фу»                                      | Алігатор, Селянин, Носоріг                                                 |
| 2011      | «Зелений Шершень»                                    | Зелений Шершень / Сет Роґен                                                |
| 2011      | «Повстання планети мавп»                             | Стівен                                                                     |
| 2011      | «Скільки у тебе?»                                    | Роджер                                                                     |
| 2011      | «Час»                                                | Фортіс                                                                     |
| 2011      | «Чорне дзеркало»                                     | Каллоу, Химера, Джеймі / Волдо, Роб, Дені, Доктор Манк, Кліф, Кіт Голліґен |
| 2011      | «Місія неможлива: Протокол Фантом»                   | Брандт / Джеремі Реннер                                                    |
| 2012-2017 | «Людина-Павук. Щоденник супергероя»                  | Люк Кейдж                                                                  |
| 2012      | «Месники»                                            | Брюс Беннер / Галк / Марк Раффало                                          |
| 2012      | «Люди в чорному 3»                                   | Агент Джей / Вілл Сміт                                                     |
| 2012      | «Спадок Борна»                                       | Аарон Крос / Кеннет Кітсом / Джеремі Реннер                                |
| 2012      | «Життя Пі»                                           | Дорослий Пі                                                                |
| 2013      | «Літачки»                                            | Ехо                                                                        |
| 2013      | «Штурм Білого дому»                                  | Еміль Стенц / Джейсон Кларк                                                |
| 2013      | «Університет монстрів»                               | Снігова людина                                                             |
| 2013      | «Це кінець»                                          | Сет Роґен                                                                  |
| 2013      | «Земля після нашої ери»                              | Сайфер Рейдж / Вілл Сміт                                                   |
| 2013      | «G.I. Joe: Атака Кобри 2»                            | Флінт                                                                      |
| 2013      | «Мисливці за відьмами»                               | Ганзель / Джеремі Реннер                                                   |
| 2014      | «Пінгвіни Мадаґаскару»                               | Цвіркун                                                                    |
| 2014      | «Супер шістка»                                       | Тадаші                                                                     |
| 2014-2018 | «Зоряні Війни: Повстанці»                            | Кенан Джарус                                                               |
| 2014      | «Підлітки-мутанти Черепашки-ніндзя»                  | Рафаель                                                                    |
| 2014      | «Світанок планети мавп»                              | Малкольм / Джейсон Кларк                                                   |
| 2014      | «Сусіди»                                             | Мак / Сет Роґен                                                            |
| 2014      | «Американський снайпер»                              | Біглз                                                                      |
| 2014      | «У темному-темному лісі»                             | Пекар                                                                      |
| 2014      | «Вихід: Боги та царі»                                | Каїн                                                                       |
| 2015      | «Земля майбутнього: Світ за межами                   | Г'юґо / Кіґен-Майкл Кі                                                     |
| 2015      | «Весільний майстер»                                  | Фіц / Планкет                                                              |
| 2015      | «Фокус»                                              | Ніккі / Вілл Сміт                                                          |
| 2015      | «Форсаж 7»                                           | Око-Тех                                                                    |
| 2015      | «Месники: Ера Альтрона»                              | Брюс Беннер / Галк / Марк Раффало                                          |
| 2015      | «Термінатор: Генезис»                                | Джон Коннор / Джейсон Кларк                                                |
| 2015      | «Місія неможлива: Нація ізгоїв»                      | Брандт / Джеремі Реннер                                                    |
| 2015      | «Фантастична четвірка»                               | Віктор                                                                     |
| 2015      | «Той, що біжить лабіринтом: Випробування вогнем»     | Барклі                                                                     |
| 2015      | «Еверест»                                            | Роб / Джейсон Кларк                                                        |
| 2015      | «Сікаріо»                                            | Реджі Вейн / Даніел Калуя                                                  |
| 2015      | «Марсіянин»                                          | Рік Мартінез / Майкл Пенья                                                 |
| 2015      | «Стів Джобс»                                         | Стів Возняк / Сет Роґен                                                    |
| 2015      | «Міст шпигунів»                                      | Бейтс                                                                      |
| 2015      | «Ніч перед похміллям»                                | Ісаак / Сет Роґен                                                          |
| 2015      | «Крід: Спадок Роккі Бальбоа»                         | Конлан                                                                     |
| 2015      | «Зоряні війни: Епізод VII — Пробудження сили»        | По Демерон / Оскар Айзек                                                   |
| 2016      | «Мерзенна вісімка»                                   | Джоді Домінгре / Ченнінг Тейтум                                            |
| 2016      | «13 годин: Таємні воїни Бенгазі»                     | Джек                                                                       |
| 2016      | «Проти шторму»                                       | Річард Лівсі                                                               |
| 2016      | «Дедпул»                                             | Мерчент                                                                    |
| 2016      | «Сусіди 2»                                           | Мак / Сет Роґен                                                            |
| 2016      | «Підлітки-мутанти. Черепашки-ніндзя 2»               | Рафаель                                                                    |
| 2016      | «День незалежності: Відродження»                     | Капітан Макквейд                                                           |
| 2016      | «Льодовиковий період: Курс на зіткнення»             | Гейвін                                                                     |
| 2016      | «Весільний погром»                                   | Ерік                                                                       |
| 2016      | «Загін Самогубців»                                   | Дедшот / Вілл Сміт                                                         |
| 2016      | «Прибуття»                                           | Ієн Доннеллі / Джеремі Реннер                                              |
| 2016      | «Прихована краса»                                    | Говард / Вілл Сміт                                                         |
| 2016      | «Чому він?»                                          | Кевін                                                                      |
| 2017      | «Лоґан»                                              | Пірс                                                                       |
| 2017      | «Обдарована»                                         | Френк Едлер / Кріс Еванс                                                   |
| 2017      | «Чужий: Заповіт»                                     | Енкор                                                                      |
| 2017      | «Капітан Підштанько: Перший епічний фільм»           | Капітан Підштанько / Круп                                                  |
| 2017      | «Мисливець за розумом»                               | Джим Барней                                                                |
| 2017      | «Тор: Раґнарок»                                      | Брюс Беннер / Галк / Марк Раффало                                          |
| 2017      | «Вбивство у Східному експресі»                       | Арбетнот                                                                   |
| 2017      | «Три білборди за межами Еббінга, Міссурі»            | Джеймс                                                                     |
| 2017      | «Фердинанд»                                          | Кістян                                                                     |
| 2017      | «Зоряні війни: Останні Джедаї»                       | По Демерон / Оскар Айзек                                                   |
| 2017      | «Найвеличніший шоумен»                               | О'Кленсі і Філо                                                            |
| 2018      | «Злодії»                                             | Рей Меррімен                                                               |
| 2018-2020 | «Бебі бос: Знову у справі»                           | Бебі Бос                                                                   |
| 2018      | «Месники: Війна нескінченності»                      | Брюс Беннер / Галк / Марк Раффало                                          |
| 2018      | «Загублені у космосі»                                | Дон                                                                        |
| 2018      | «Дедпул 2»                                           | Чорний Том                                                                 |
| 2018      | «Готель «Артеміда»                                   | Гонолулу / Браян Тайрі Генрі                                               |
| 2018      | «Ти квач!»                                           | Джеррі / Джеремі Реннер                                                    |
| 2018      | «Темні уми»                                          | Пол                                                                        |
| 2018-2023 | «Джек Раян»                                          | Чао Фа, Лєван Зубко                                                        |
| 2018      | «Хижак»                                              | Квін                                                                       |
| 2018      | «Наступне покоління»                                 | Момо / Майкл Пенья                                                         |
| 2018      | «Перша людина»                                       | Ед Вайт / Джейсон Кларк                                                    |
| 2018      | «Меґ»                                                | Діджей                                                                     |
| 2018      | «Богемна рапсодія»                                   | Джим Гатон                                                                 |
| 2018      | «Вдови»                                              | Джамал / Браян Тайрі Генрі                                                 |
| 2018      | «Бамблбі»                                            | Бернс                                                                      |
| 2019      | «Сексуальна освіта»                                  | Якоб                                                                       |
| 2019      | «Аліта: Бойовий ангел»                               | Вектор                                                                     |
| 2019      | «Академія Амбрелла»                                  | Альфонсо; Рекс Мак-Доннелл, Ленс                                           |
| 2019      | «Потрійний кордон»                                   | Поуп / Оскар Айзек                                                         |
| 2019      | «Кладовище домашніх тварин»                          | Луіс Крід / Джейсон Кларк                                                  |
| 2019      | «Прорив»                                             | Томі                                                                       |
| 2019      | «Месники: Завершення»                                | Брюс Беннер / Галк / Марк Раффало                                          |
| 2019      | «Брайтбьорн»                                         | Кайл Браєр                                                                 |
| 2019      | «Алладін»                                            | Джин / Вілл Сміт                                                           |
| 2019      | «Ґодзілла II: Король монстрів»                       | Барнз                                                                      |
| 2019      | «Аутсайдери»                                         | Лі Якокка                                                                  |
| 2019      | «Одного разу в Голлівуді »                           | Джим Стейсі                                                                |
| 2019      | «Воно 2»                                             | Майк                                                                       |
| 2019      | «Двійник»                                            | Генрі Броґан / Вілл Сміт                                                   |
| 2019      | «Сирота Бруклін»                                     | Коні                                                                       |
| 2019      | «Касаґрандес»                                        | Артуро Сантіяґо                                                            |
| 2019      | «Термінатор: Фатум»                                  | Майор Дін, Гедрелл                                                         |
| 2019      | «Зоряні Війни: Скайвокер. Сходження»                 | По Демерон / Оскар Айзек                                                   |
| 2019      | «Відьмак»                                            | Вільґефорц                                                                 |
| 2019      | «Шпигуни під прикриттям»                             | Ленс / Вілл Сміт                                                           |
| 2020      | «Як я став гангстером. Правдива історія»             | Гангстер                                                                   |
| 2020-2023 | «Совиний Дім»                                        | Піньєт, Браксас, Джейкоб, Тарак                                            |
| 2020      | «Погані хлопці назавжди»                             | Майкл Лоурі / Вілл Сміт                                                    |
| 2020      | «Сім'я Віллоубі»                                     | Кіт                                                                        |
| 2020      | «Тенет»                                              | Протагоніст                                                                |
| 2020      | «Варвари»                                            | Арміній / Арі                                                              |
| 2020      | «Диво-жінка 1984»                                    | Максвел / Педро Паскаль                                                    |
| 2021      | «Люпен»                                              | Ассан Діоп                                                                 |
| 2021      | «За межею»                                           | Лео                                                                        |
| 2021      | «Кінґс Мен»                                          | Шола                                                                       |
| 2021      | «Матриця: Воскресіння»                               | Нео                                                                        |
| 2021      | «Вестсайдська історія»                               | Бернардо                                                                   |
| 2021      | «Король Річард: Виховуючи чемпіонок»                 | Річард / Вілл Сміт                                                         |
| 2021      | «Остання дуель»                                      | Жан де Карруж                                                              |
| 2021      | «Гра в кальмара»                                     | Док Су                                                                     |
| 2021      | «Дюна»                                               | Герцог Лето Атрід / Оскар Айзек                                            |
| 2021      | «Персонаж»                                           | Бадді                                                                      |
| 2021      | «Круїз по джунглях»                                  | Принц Йоахім                                                               |
| 2021      | «Космічний джем: Нове покоління»                     | Леброн Джеймс                                                              |
| 2021      | «Молоді монархи»                                     | Мікке                                                                      |
| 2021-2024 | «Ласун»                                              | Джиммі                                                                     |
| 2021      | «Невгамовні»                                         | Рептар                                                                     |
| 2021      | «Спіріт: Дикий мустанґ»                              | Хендрікс                                                                   |
| 2021      | «Армія мерців»                                       | Вандеро / Омарі Гардвік                                                    |
| 2021      | «Жінка у вікні»                                      | Детектив Літтл / Браян Тайрі Генрі                                         |
| 2021      | «Мортал Комбат»                                      | Кано                                                                       |
| 2021      | «Ґодзілла проти Конґа »                              | Берні / Браян Тайрі Генрі                                                  |
| 2021      | «Том і Джеррі»                                       | Теренс / Майкл Пенья                                                       |
| 2022      | «Імператриця»                                        | Буол                                                                       |
| 2022      | «Лу»                                                 | Філіп                                                                      |
| 2022      | «Афіна»                                              | Абдель                                                                     |
| 2022      | «Денна зміна»                                        | Біґ Джон                                                                   |
| 2022      | «Звір»                                               | Нейт                                                                       |
| 2022      | «DC Ліга СуперУлюбленців»                            | Крипто                                                                     |
| 2022      | «Сіра людина»                                        | Ллойд Гансен / Кріс Еванс                                                  |
| 2022      | «Бу, сучко»                                          | Доктор Ву                                                                  |
| 2022      | «Швидкісний поїзд»                                   | Лимон / Браян Тайрі Генрі                                                  |
| 2022      | «Морське чудовисько»                                 | Джейкоб                                                                    |
| 2022      | «Дорога до НБА»                                      | Стенлі Шуґермен                                                            |
| 2022      | «Проєкт «Адам»                                       | Луїс / Марк Раффало                                                        |
| 2022      | «Бетмен»                                             | Освальд Кобблпот / Пінгвін                                                 |
| 2022      | «Техаська різанина бензопилою»                       | Pixтер                                                                     |
| 2022      | «Як я покохала гангстера»                            | Комо                                                                       |
| 2022      | «Закляття 3: За велінням диявола»                    | Бруно                                                                      |
| 2022      | «Наглядач»                                           | Наглядач                                                                   |
| 2022      | «Чорний Адам»                                        | Картер Холл / Людина-яструб                                                |
| 2022      | «Меню»                                               | Джордж Діаз                                                                |
| 2022      | «Ножі наголо: Скляна цибуля»                         | Лайонел Туссон                                                             |
| 2022      | «Бебі Бос: Різдвяний бонус»                          | Бебі Бос                                                                   |
| 2022      | «Супер Майк: Останній танець»                        | Річі, Гаррі                                                                |
| 2022      | «До тебе чи до мене»                                 | Teo                                                                        |
| 2023      | «Лютер: Сонце на спаді»                              | Бен                                                                        |
| 2023      | «Крід III»                                           | Дюк                                                                        |
| 2023      | «Ейр»                                                | Сонні                                                                      |
| 2023      | «Смерть семи королів»                                | Утред                                                                      |
| 2023      | «Мати»                                               | Агент Круз                                                                 |
| 2023      | «Людина-павук: Крізь Всесвіт»                        | Міґель О`гара / Оскар Айзек                                                |
| 2023      | «Німона»                                             | Баллістер                                                                  |
| 2023      | «Оппенгеймер»                                        | Роб / Джейсон Кларк                                                        |
| 2023      | «Таблетка від болю»                                  | Ґлен                                                                       |
| 2023      | «Підлітки-мутанти Черепашки-ніндзя: Погром мутантів» | Павук                                                                      |
| 2023      | «Місія Стоун»                                        | Бейлі                                                                      |
| 2023      | «Нестримні 4»                                        | Лі Крісмес / Джейсон Стейтем                                               |
| 2023      | «Падіння дому Ашерів»                                | Лео                                                                        |
| 2023      | «Вбивці квіткової повні»                             | Том Вайт                                                                   |
| 2023      | «Продавці болю»                                      | Піт Бреннер / Кріс Еванс                                                   |
| 2023      | «Смак пристрасті»                                    | Доден                                                                      |
| 2023      | «Бажання»                                            | Маґніфіко                                                                  |
| 2023      | «Поганці: Зіпсоване свято»                           | Вовчук                                                                     |
| 2023      | «Вонка»                                              | Слизворт                                                                   |
| 2023      | «Втеча з курника: Світанок наґґетсів»                | Рокі                                                                       |
| 2023      | «Різдво малого Бетмена»                              | Бетмен                                                                     |
| 2024      | «Брати Сунь»                                         | Чарльз                                                                     |
| 2024      | «Бджоляр»                                            | Адам Клей / Джейсон Стейтем                                                |
| 2024      | «Хижа ніч»                                           | Лой                                                                        |
| 2024      | «Джентльмени»                                        | Джей Пі; Чакі                                                              |
| 2024      | «Проблема трьох тіл»                                 | Сол Дюранд                                                                 |
| 2024      | «Ширлі: Боротьба за Білий дім»                       | Рон Делламс                                                                |
| 2024      | «Ґодзілла та Конґ: Нова Імперія»                     | Берні / Браян Тайрі Генрі                                                  |
| 2024      | «Бунтівний місяць»                                   | Терек Десімус                                                              |
| 2024      | «Ґарфілд у кіно»                                     | Ґарфілд                                                                    |
| 2024      | «Наступний гол – переможний»                         | Томас Ронґен                                                               |
| 2024      | «Уявні друзі»                                        | Космо                                                                      |
| 2024      | «Атлас»                                              | Сміт                                                                       |
| 2024      | «Погані хлопці: Все або нічого»                      | Майкл Лоурі / Вілл Сміт                                                    |
| 2024      | «Шлях відплати»                                      | Павук                                                                      |
| 2024      | «Дедпул і Росомаха»                                  | Гамбіт / Ченнінг Тейтум                                                    |
| 2024      | «Оповідки про підлітків-мутантів Черепашок-ніндзя»   | Род                                                                        |
| 2024      | «Трансформери: Початок»                              | Ді-16 / Мегатрон / Браян Тайрі Генрі                                       |
| 2024      | «Ребел-Ридж»                                         | Стів                                                                       |
| 2024      | «КАОС»                                               | Посейдон                                                                   |
| 2024      | «Його три доньки»                                    | Енджел                                                                     |
| 2024      | «Маестро»                                            | Джон                                                                       |
| 2024      | «Поганці: Кошмарне пограбування»                     | Вовчук                                                                     |
| 2024      | «Учень. Історія Трампа»                              | Рой Кон                                                                    |
| 2024      | «Кодове ім'я «Червоний»»                             | Джек О'Меллі / Кріс Еванс                                                  |
| 2024      | «Зустріньмося наступного Різдва»                     | Тедді                                                                      |
| 2024      | «Гладіатор ІІ»                                       | Акацій / Педро Паскаль                                                     |
| 2024      | «Безумство»                                          | Квесі Дюпрі                                                                |
| 2024      | «Володар перснів: Війна Рогіримів»                   | Галет                                                                      |
| 2024      | гра «S.T.A.L.K.E.R. 2: Heart of Chornobyl»           |                                                                            |
| 2025      | «Усі копи — виродки»                                 | Мікеле                                                                     |
| 2025      | «Нічний агент»                                       | Маркус. Другий сезон                                                       |
| 2025      | «Нульовий день»                                      | Роджер Карлсон/Джессі Племонс                                              |
| 2025      | «Плеймейкерка»                                       | Лев                                                                        |
| 2025      | «Мікі 17»                                            | Єронімус Маршалл / Марк Раффало                                            |
| 2025      | «Профі»                                              | Левон Кейд / Джейсон Стейтем                                               |
| 2025      | «Карате Кід: Легенди»                                | Віктор / Джошуа Джексон                                                    |
| 2025      | «Матеріалісти»                                       | Геррі Кастільйо/ Педро Паскаль .                                           |
| 2025      | «Життя Чака»                                         | Марті / Чиветел Еджіофор                                                   |
| 2025      | «M3GAN 2.0»                                          | Коул                                                                       |
| 2025      | «F1 Фільм»                                           | Пітер                                                                      |
| 2025      | «Світ Юрського періоду: Відродження»                 |                                                                            |
| 2025      | «Я знаю, що ви скоїли минулого літа»                 | Рей/ Фредді Принц-молодший                                                 |
| 2025      | «Фантастична четвірка: Перші кроки»                  | Містер Фантастик/ Педро Паскаль                                            |
| 2025      | «Поганці 2»                                          | Вовчук/ Педро Паскаль                                                      |

### Актор кіно
| Рік  | Назва                       |
| ---- | --------------------------- |
| 2007 | «Ігри в солдатики»          |
| 2015 | «За законами воєнного часу» |
| 2015 | «Володимирська, 15»         |
| 2017 | «Покоївка»                  |
| 2017 | «Вікно життя 2»             |
| 2018 | «Сувенір з Одеси»           |
| 2018 | «Чуже життя»                |
| 2018 | «Відчинене вікно»           |
| 2018 | «Полюби мене такою»         |
| 2020 | «Сага»                      |